# Siurgus Donigala
Siurgus Donigala (en sard, Sriugus Donigalla) és un municipi italià, dins de la província de Sardenya del Sud. L'any 2007 tenia 2.189 habitants. Es troba a la regió de Trexenta. Limita amb els municipis de Goni, Mandas, Nurri, Orroli, San Basilio, Senorbì, Silius i Suelli.

## Administració
| Període | Identitat      | Partit        |
| ------- | -------------- | ------------- |
| 2006-   | Danilo Artizzu | Llista cívica |